# Black Hole (bande dessinée)
Pour les articles homonymes, voir Black Hole.
Black Hole est une bande dessinée en noir et blanc de Charles Burns. Elle a été publiée aux États-Unis en 12 volumes, de 1995 à 2005 par Kitchen Sink Press et Fantagraphics. Une édition intégrale a été réalisée par Pantheon Books en 2005. En France, Delcourt a publié six volumes doubles de 1998 à 2005 et une intégrale en novembre 2006.

## Synopsis
Prenant place dans la banlieue de Seattle au milieu des années 1970, Black Hole suit un groupe de jeunes adolescents de la classe moyenne qui contractent une mystérieuse MST appelée « la crève » (« the Bug » ou « the teen plague » en VO), provoquant d'étranges mutations physiques, les marginalisant. Certains d'entre eux squattent des maisons dont les propriétaires sont en vacances, d'autres, plus atteints physiquement, s'enfuient dans la forêt où ils créent un campement pour accueillir les leurs (« The pit »).

## Adaptation cinématographique
En novembre 2006, le Comics Journal annonce que Black Hole serait adapté au cinéma par le réalisateur français Alexandre Aja (Haute Tension). En mars 2006, Newsarama (site américain sur l'actualité de la bande dessinée) annonce que Neil Gaiman (Sandman, The Eternals, etc.) et Roger Avary (coscénariste de Pulp Fiction) assureraient la rédaction du script, ce qui est plus tard confirmé par Gaiman lors d'une interview pour Time Magazine. Le 21 février 2008, la réalisation a été confiée à David Fincher. Depuis, tous ont abandonné le projet qui n'est plus d'actualité,.
En 2011, le réalisateur Rupert Sanders publie sur son site officiel un court-métrage de 11 minutes adaptant le roman de Burns.
The Hollywood Reporter écrit le 2 octobre 2013 que la société Plan B, société de production de Brad Pitt notamment, a pour projet l'adaptation cinématographique du roman graphique.

## Prix et récompenses
- 2003 : Prix Ignatz de la meilleure série
- 2006 : 
  - Prix Eisner du meilleur recueil
  - Prix Ignatz du meilleur recueil
- 2007 : Prix Les Essentiels d'Angoulême

## Publication en français
- Black Hole, Delcourt, Paris :

1. Sciences naturelles, 1998  (ISBN 2840552051)[6]
2. Métamorphoses, 1999  (ISBN 2840552825)
3. Visions, 2000  (ISBN 2840555522)[7]
4. La Reine des lézards, 2002  (ISBN 2840558874)
5. Grandes vacances, 2003  (ISBN 2847890408)
6. Bleu Profond, 2005  (ISBN 2847897143)

- Black Hole (intégrale), Delcourt, Paris, 2006  (ISBN 2756003794)